# 칠원중학교
칠원중학교(漆原中學校)는 대한민국 경상남도 함안군 칠서면 무릉리에 있는 사립 중학교이다.

## 학교 연혁
- 1951년 8월 30일 : 향촌 윤효랑 박사 학교법인 명덕 육영회 설립 (함안군 내 4개 고교와 5개 중학교)
- 1951년 8월 30일 : 칠원중학교 개교(6개 학급, 현 칠원 운동장)
- 1951년 9월 1일 : 주문홍 초대 교장 부임
- 1953년 9월 15일 : 학칙 변경 인가(현 위치로 교사 이전)
- 1992년 3월 1일 : 제4대 윤정숙 이사장 취임
- 1996년 3월 1일 : 칠원고등학교와 병합 운영에서 중학교 분리 운영 승인
- 2009년 3월 1일 : 학칙 변경 16학급(통합교육 1학급 신설) 인가
- 2021년 3월 1일 : 제28대 주영숙 교장 부임
- 2022년 12월 30일 : 제72회 99명 졸업(졸업생 누계 14,308명)
- 2023년 3월 2일 : 신입생 97명 입학

## 참고 자료
- 칠원중학교 - 한국교육학술정보원 학교알리미